# Isturits
Isturits (baskisch: Izturitze) ist eine französische Gemeinde mit 533 Einwohnern (Stand: 1. Januar 2022) im Département Pyrénées-Atlantiques in der Region Nouvelle-Aquitaine. Sie gehört zum Arrondissement Bayonne und zum Kanton Pays de Bidache, Amikuze et Ostibarre (bis 2015: Kanton La Bastide-Clairence). Die Einwohner werden (baskisch) Izturiar genannt.

## Geografie
Die Gemeinde liegt im französischen Baskenland am Fluss Arbéroue. Umgeben wird Isturits von den Nachbargemeinden Ayherre im Norden und Westen, Orègue im Osten und Nordosten, Saint-Martin-d’Arberoue im Süden und Südosten sowie Saint-Esteben im Süden und Südwesten.

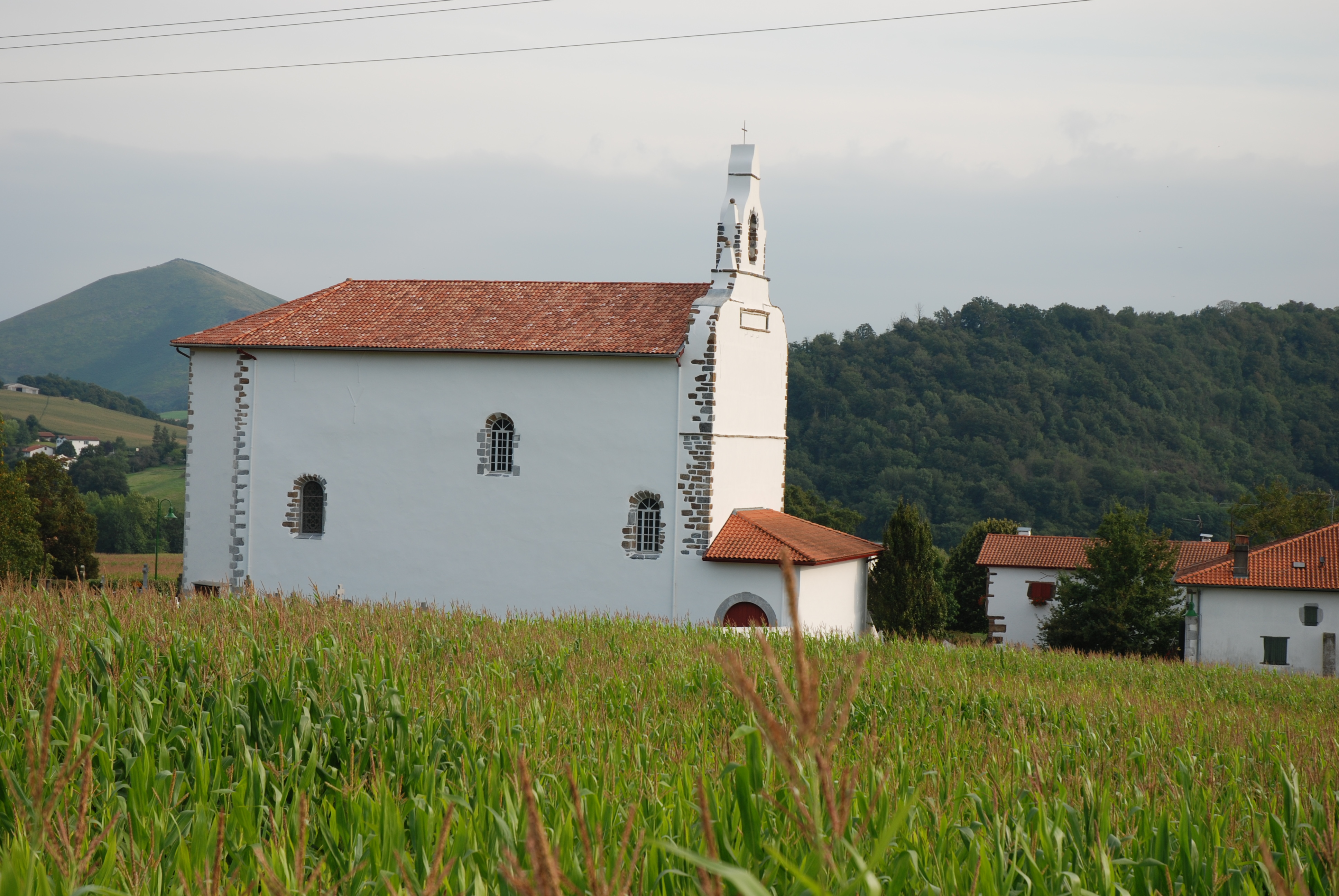
Kirche Saint-Eulalie

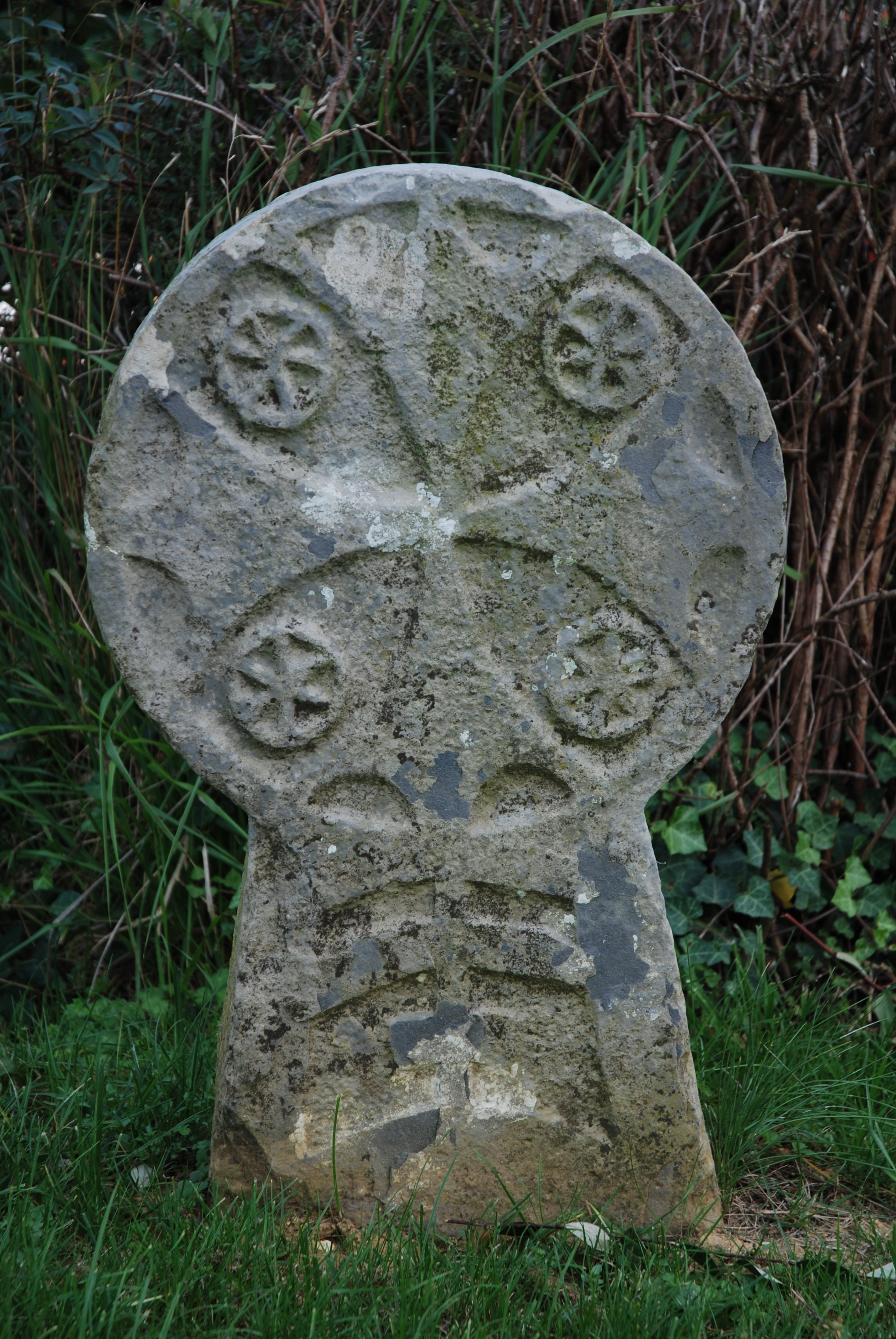
Diskusstele

## Bevölkerungsentwicklung
| Jahr      | 1962 | 1968 | 1975 | 1982 | 1990 | 1999 | 2006 | 2012 |
| Einwohner | 288  | 262  | 303  | 321  | 330  | 364  | 388  | 467  |

## Sehenswürdigkeiten
- Kirche Saint-Eulalie
- Höhle von Isturits
- Diskusstelen
- Prähistorische Höhenburg auf dem Hügel Abarratea im Südwesten der Gemeinde